# Hemimycena reducta
Hemimycena reducta es una especie de hongo basidiomiceto de la familia Mycenaceae, del orden  Agaricales.